# دهه ۶۰ (پیش از میلاد)
دهه ۶۰ (پیش از میلاد) ۶مین دهه قبل از مبدا شروع تقویم میلادی است.